# Alfred Errera
Alfred Errera (1886 – 1960) foi um matemático belga.
Errera estudou na Université Libre de Bruxelles, onde obteve um doutorado em 1921 com a tese Du coloriage des cartes et de quelques questions d'analysis situs. Em sua tese introduziu o que é atualmente denominado grafo de Errera, que é um contraexemplo da validade da alegada prova do teorema das quatro cores por Alfred Kempe. Foi de 1928 a 1956 professor da Université Libre de Bruxelles.
Errera foi palestrante convidado do Congresso Internacional de Matemáticos em Toronto (1924), Zurique (1932) e Oslo (1936). Dentre seus estudantes de doutorado consta Guy Hirsch.

## Publicações selecionadas
- Un théorème sur les liaisons, 1923
- Periodico matematico, 1927
- Analysis situs: un problème d’énumération, Brüssel, M. Lamertin 1931
- Sur un problème de géométrie infinitésimale, Brüssel, M. Lamertin 1932